# Trường Cao đẳng Công nghiệp Nam Định
Trường Cao đẳng Công nghiệp Nam Định - CND (Nam Dinh Industrial College - Nicol) thuộc Bộ Công Thương được thành lập trên cơ sở trường Trung học Công nghiệp II từ tháng 3 năm 2005, tiền thân là trường Trung cấp Kỹ thuật III Nam Định được thành lập từ năm 1956. Trong thời gian xây dựng và phát triển trường đã đào tạo được gần hàng ngàn cử nhân cao đẳng, kỹ thuật viên trung cấp, công nhân kỹ thuật lành nghề và công nhân kỹ thuật bậc cao. Phần lớn học sinh, sinh viên của trường đào tạo đã phấn đấu trưởng thành, nhiều học sinh, sinh viên hiện đang là cán bộ quản lý, kỹ thuật giỏi, công nhân kỹ thuật bậc cao có uy tín và giữ những vị trí quan trọng các cơ sở sản xuất.

## Giới thiệu chung
Năm 1990 trường được di chuyển từ Yên Dũng - Bắc Giang về trên địa bàn xã Liên Bảo, huyện Vụ Bản, tỉnh Nam Định, giáp danh với thành phố Nam Định, có quốc lộ 10 đi qua, nằm hai phía bên bờ sông Chanh với diện tích gần 20 ha. Trường có khuôn viên đẹp, có môi trường cảnh quan thoáng mát, là địa điểm rất thích hợp của một trường đào tạo cho cả hiện tại và tương lai.

## Đào tạo
Tuyển sinh, đào tạo các ngành/nghề:

### Trình độ Cao đẳng
1. Công nghệ chế tạo vỏ tàu thủy
2. Công nghệ kỹ thuật nhiệt
3. Công nghệ kỹ thuật cơ khí
4. Công nghệ kỹ thuật điều khiển và tự động hóa
5. Công nghệ ô tô
6. Công nghệ kỹ thuật môi trường
7. Công nghệ kỹ thuật điện tử, truyền thông
8. Công nghệ kỹ thuật điện, điện tử
9. Công nghệ kỹ thuật cơ - điện tử
10. Điện tử công nghiệp
11. Điện công nghiệp
12. Nguội sửa chữa máy công cụ
13. Nguội lắp ráp cơ khí
14. Cắt gọt kim loại
15. Hàn
16. Quản trị kinh doanh
17. Tài chính - ngân hàng
18. Kế toán doanh nghiệp
19. Kế toán
20. Công nghệ thông tin
21. Quản trị cơ sở dữ liệu
22. Lập trình máy tính
23. Quản trị mạng máy tính
24. Kỹ thuật sửa chữa, lắp ráp máy tính.
25. Tin học ứng dụng
26. Truyền thông và mạng máy tính
27. May thời trang
28. Công nghệ may
29. Thiết kế thời trang

### Trình độ Trung cấp
1. Công nghệ chế tạo vỏ tàu thủy
2. Công nghệ kỹ thuật nhiệt
3. Công nghệ ô tô
4. Công nghệ kỹ thuật điện, điện tử
5. Điện tử công nghiệp
6. Điện công nghiệp
7. Điện tử công nghiệp và dân dụng
8. Điện tử dân dụng
9. Điện công nghiệp và dân dụng
10. Điện dân dụng
11. Nguội lắp ráp cơ khí
12. Hàn
13. Kỹ thuật lắp đặt ống công nghệ
14. Bảo trí và sửa chữa thiết bị cơ khí
15. Kinh doanh thương mại và dịch vụ
16. Quản lý và bán hàng siêu thị
17. Kế toán doanh nghiệp
18. Kế toán hành chính sự nghiệp
19. Kỹ thuật sửa chữa, lắp ráp máy tính
20. Tin học văn phòng
21. Sửa chữa thiết bị may
22. Công nghệ may và thời trang
23. May thời trang

### Trình độ sơ cấp
1. Điện công nghiệp
2. Cắt gọt kim loại
3. Kế toán doanh nghiệp
4. Thiết kế đồ họa
5. Sửa chữa thiết bị may
6. May công nghiệp

## Thành tích
Để ghi nhận sự đóng góp của nhà trường đối với sự nghiệp xây dựng và bảo vệ Tổ quốc, trong 58 năm qua trường đã được Đảng và Nhà nước tặng thưởng nhiều phần thưởng cao quý: 

* Về tập thể: 
```
- Huân chương Lao động hạng Nhất (2016)
```

 - 01 Huân chương độc lập Hạng Nhất (2011) 
 - 01 Huân chương Độc lập Hạng Hai (2006) 
 - 01 Huân chương Độc lập Hạng Ba (2001)
 - 01 Huân chương Lao động Hạng Nhất (1996) 
 - 02 Huân chương Lao động Hạng Nhì (1993; 1986)
 - 01 Huân chương Kháng chiến Hạng Nhì (1970)
 - 02 Huân chương Lao động Hạng Ba (1962; 1960)
 - 02 Bằng khen của Thủ tướng Chính phủ (1984; 1991)
 - 06 Cờ thưởng Tiên tiến xuất sắc (5 cờ của Bộ, 1 cờ của UBND tỉnh Nam Định)
 - 02 Cờ Nguyễn Văn Trỗi của TW Đoàn TNCS Hồ Chí Minh
 - 02 Cờ thi đua xuất sắc của Tổng Liên đoàn lao động Việt Nam.
 - Liên tục nhiều năm trường được các Bộ, Ngành… công nhận trường tiên tiến xuất sắc, Đảng bộ vững mạnh xuất sắc, Công đoàn vững mạnh, Đoàn thanh niên Cộng sản Hồ Chí Minh có phong trào thi đua xuất sắc, đơn vị tự vệ được công nhận là đơn vị quyết thắng.
* Về cá nhân: 
 - 04 Huân chương Lao động hạng Ba 
- 01 Nhà giáo Nhân dân
- 08 Nhà giáo Ưu tú 
- 03 đồng chí được Thủ tướng Chính phủ tặng bằng khen. 
- 70 đồng chí được tặng thưởng Huy chương “Vì sự nghiệp Giáo dục” 
- 95 đồng chí được tặng thưởng Huy chương “Vì sự nghiệp phát triển công nghiệp Việt Nam” 
- 05 đồng chí được tặng thưởng Huy chương “Vì thế hệ trẻ” 
- 08 đồng chí được công nhận là Giáo viên giỏi cấp toàn quốc. 
- 40 đồng chí được công nhận là Giáo viên giỏi cấp Bộ, cấp Tỉnh 
- 20 đồng chí được công nhận là Chiến sĩ thi đua cấp Bộ, cấp Tỉnh. 
- Hàng năm có 02 đến 03 đồng chí được Bộ Công Thương tặng bằng khen và có 25 đến 30 đồng chí đạt chiến sĩ thi đua và giáo viên giỏi cấp trường.